# Miralcamp
Miralcamp ist eine katalanische Gemeinde (municipio) mit 1.390 Einwohnern (Stand: 2024) in der Provinz Lleida im Nordosten Spaniens. Sie gehört zur Comarca Pla d’Urgell. 

## Geographische Lage
Miralcamp liegt etwa 23 Kilometer östlich von Lleida in einer Höhe von ca. 285 m. 

## Bevölkerungsentwicklung
| 1900 | 1930 | 1950 | 1970 | 1981 | 1991 | 2001 | 2011 | 2021 |
| ---- | ---- | ---- | ---- | ---- | ---- | ---- | ---- | ---- |
| 744  | 1052 | 1071 | 1230 | 1181 | 1197 | 1230 | 1429 | 1366 |

## Sehenswürdigkeiten

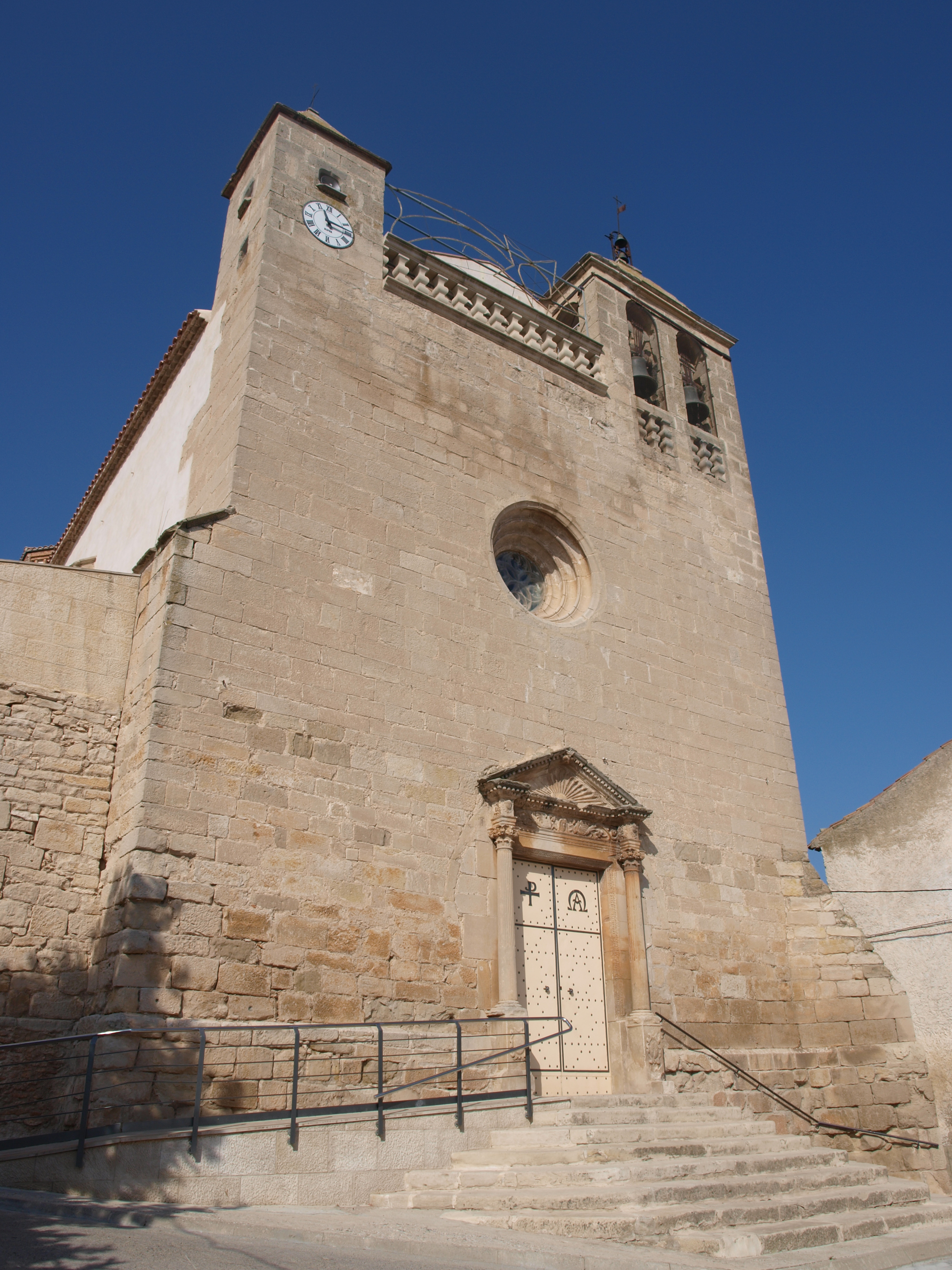
Michaeliskirche
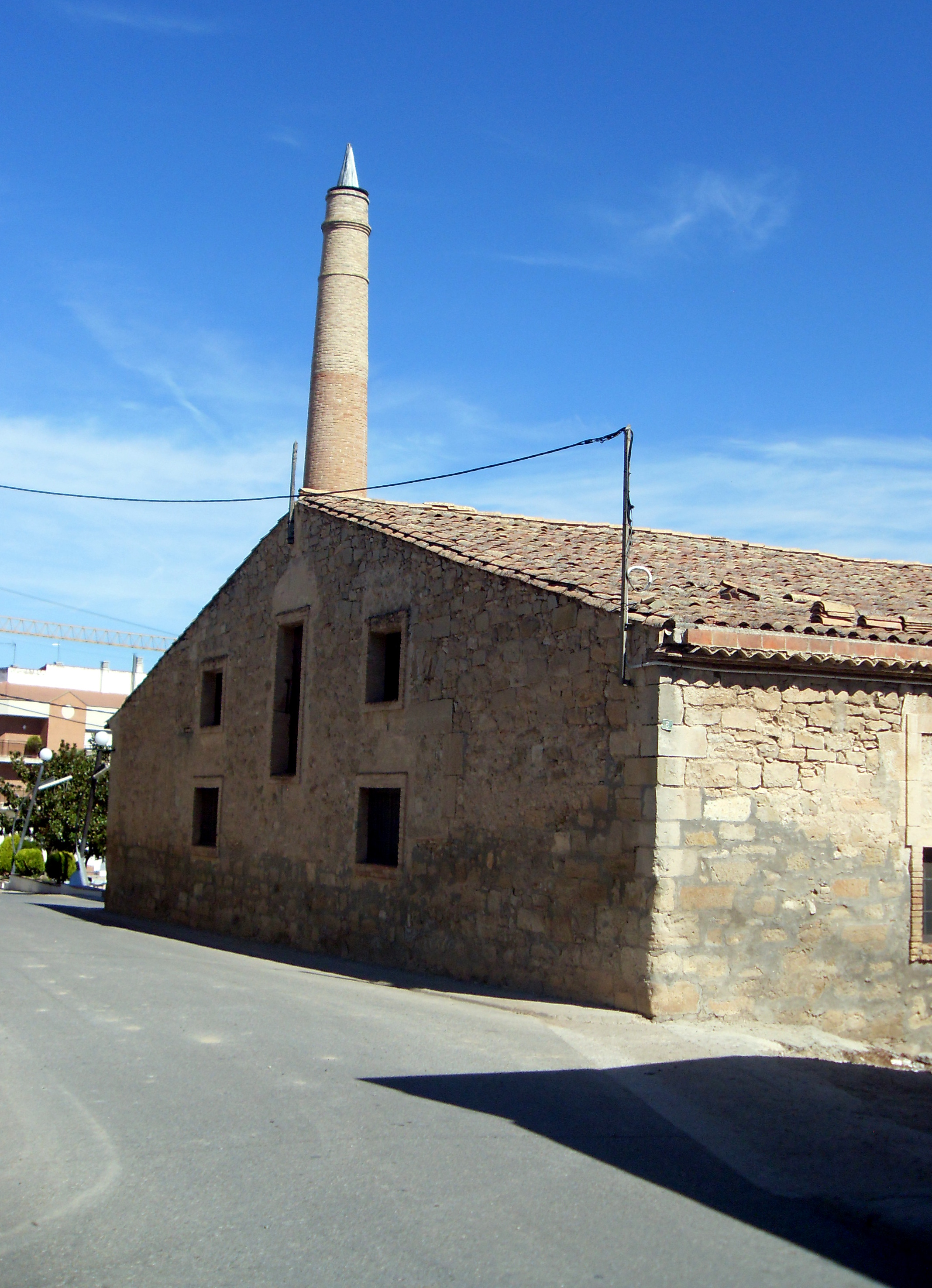
Ölmühle

- Michaeliskirche
- Ölmühle